# Branka Batinić
Branka Batinić (Vinkovci, SR Kroatië, Joegoslavië, 8 mei 1958) is een voormalig Kroatisch professioneel tafeltennisster die uitkwam voor Joegoslavië.

## Belangrijkste resultaten
- WK
  -  Brons in het gemengd dubbelspel in 1981 met Dragutin Šurbek.
- EK
  -  Zilver in het gemengd dubbelspel in 1982 met Dragutin Šurbek.
  -  Zilver met het team in 1984.
  -  Zilver in het vrouwen dubbelspel in 1984 met Gordana Perkučin.
  -  Brons in het gemengd dubbelspel in 1984 met Dragutin Šurbek.
  -  Brons in het gemengd dubbelspel in 1986 met Dragutin Šurbek.